# گوالبرتو دو روزاریو
گوالبرتو دو روزاریو (انگلیسی: Gualberto do Rosário؛ زادهٔ ۱۲ اکتبر ۱۹۵۰) یک سیاست‌مدار اهل کیپ ورد است.